# Stickney (Dakota du Sud)
Pour les articles homonymes, voir Stickney.
Stickney est une municipalité américaine située dans le comté d'Aurora, dans l'État du Dakota du Sud.
Fondée en 1905, la localité doit son nom à un employé du Milwaukee Railroad, J. B. Stickney.

## Démographie
Selon le recensement de 2010, Stickney compte 284 habitants. La municipalité s'étend sur 0,27 milles carrés (0,7 km2).
| 1910 | 1920 | 1930 | 1940 | 1950 | 1960 |
| ---- | ---- | ---- | ---- | ---- | ---- |
| 310  | 386  | 412  | 361  | 388  | 45   |

| 1970 | 1980 | 1990 | 2000 | 2010 | - |
| ---- | ---- | ---- | ---- | ---- | - |
| 421  | 409  | 323  | 334  | 284  | - |